# Great Vowel Shift
Great Vowel Shift (tạm dịch Đại Biến đổi Nguyên âm) là một sự thay đổi về cách phát âm tiếng Anh quan trọng trong lịch sử, xảy ra tại Vương quốc Anh vào khoảng năm 1500 đến 1700, trong giai đoạn cuối của tiếng Anh trung đại. Mọi nguyên âm dài trong tiếng Anh đều bị thay đổi cách đọc trong thời gian này. Và bởi vì tiếng Anh dần dần được chuẩn hoá vào thế kỉ 15 và 16 nhờ sự xuất hiện của máy in, Great Vowel Shift là nguyên nhân chính dẫn đến những sự thay đổi trong cách phát âm và đánh vần cho đến tận ngày nay. Thuật ngữ này được đưa ra bởi Otto Jespersen (1860–1943), và William Labov tiếp nối công trình nghiên cứu của ông.

## Sự thay đổi
Sự khác biệt nổi bật nhất giữa tiếng Anh trung đại những năm 1400 và tiếng Anh hiện đại đó là cách phát âm nguyên âm dài. Trong tiếng Anh trung đại, nguyên âm dài mang âm hưởng từ tiếng Ý hoặc tiếng Đức.
Sự thay đổi dễ nhận thấy nhất đó là hai nguyên âm dài nhất: [i:] và [u:]; trong khi [i:] biến thành [aɪ] thì [u:] lại chuyển sang [aʊ]. Bên cạnh đó, [e] và [o] được phát âm với độ rộng khẩu hình miệng bé hơn, biến ngược lại thành [iː] và [uː]. Về trình tự thay đổi giữa chúng, không phải nhà ngôn ngữ học nào cũng chung quan điểm. Tuy nhiên, Otto Jespersen tin rằng [i:] và [u:] đã "dipthong (nguyên âm khác, như [aɪ]) hoá" trước, tạo "chỗ trống" để các nguyên âm còn lại biến đổi.
Bảng sau sẽ cho ta cái nhìn trực quan hơn về sự thay đổi. 
| Từ   | Phát âm nguyên âm                  | Phát âm nguyên âm          |
| Từ   | Cuối tiếng Anh trung đại trước GVS | Tiếng Anh hiện đại sau GVS |
| ---- | ---------------------------------- | -------------------------- |
| bite | /iː/                               | /aɪ/                       |
| meet | /eː/                               | /iː/                       |
| meat | /ɛː/                               | /iː/                       |
| mate | /aː/                               | /eɪ/                       |
| out  | /uː/                               | /aʊ/                       |
| boot | /oː/                               | /uː/                       |
| boat | /ɔː/                               | GA /oʊ/, RP /əʊ/           |